# Wikariat apostolski Aguarico
Wikariat apostolski Aguarico (łac. Apostolicus Vicariatus Aguaricoënsis) (hiszp. Vicariato apostólico de Aguarico) – rzymskokatolicki wikariat apostolski w Ekwadorze. Został erygowany w 1953 roku jako prefektura apostolska. 2 lipca 1984 ustanowiony wikariatem apostolskim.

## Główne świątynie
- Katedra: Katedra Matki Bożej z Góry Karmel w Puerto Francisco de Orellana

## Biskupi

### Prefekci apostolscy
- Igino Gamboa Satrustegui OFMCap (1954–1965)
- Alejandro Labaca Ugarte OFMCap (1965–1970)
- Jesús Langarica Olagüe OFMCap (1970–1982)

### Wikariusze apostolscy
- Alejandro Labaca Ugarte OFMCap (1984–1987)
- Jesús Esteban Sádaba Pérez OFMCap (1990–2017)
- José Adalberto Jiménez Mendoza OFMCap (od 2017)